# Författningsstriden i Finland
Författningsstriden i Finland pågick 1917–1919 och avsåg landets blivande statsskick – monarki eller republik. Frågan aktualiserades genom monarkins fall i Ryssland 1917 och löstes slutgiltigt först då den republikanska regeringsformen av 1919 stadfästes av riksföreståndaren Gustaf Mannerheim den 17 juli 1919. I synnerhet efter finska inbördeskriget 1918, alltså från våren 1918 till sommaren 1919, dominerade författningsstriden Finlands politiska liv.
Efter tsarväldets sammanbrott i mars 1917 utropades Ryssland i september detta år till republik. Även i Finland var de republikanska sympatierna starka. Självständighetsförklaringen den 6 december 1917 och det förslag till ny regeringsform för Finland som förberetts under Kaarlo Juho Ståhlbergs ledning utgick från att statsskicket skulle vara republikanskt. Förslaget hann dock inte behandlas färdigt av lantdagen innan inbördeskriget bröt ut i januari 1918. Som en reaktion på kriget inträffade en snabb polarisering i författningsfrågan. Socialdemokraterna, som hade varit för republiken, uteslöts dessutom nästan helt från lantdagen. Monarkisterna såg i en stark regeringsmakt en garanti för samhällsordningen och -freden. En tysk furste på Finlands tron skulle även trygga Finlands statliga existens mot hotet från öst och underlätta skapandet av ett Stor-Finland. Monarkismen var en överklassens ideologi och stöddes främst av aktivisterna, Svenska folkpartiet och Finska partiet under ledning av Juho Kusti Paasikivi. Svenska vänstern med Georg Schauman var dock för republiken. Medelklassen, bönderna och arbetarna var övervägande republikanskt sinnade. Agrarerna med Santeri Alkio i spetsen var lantdagens mest republikanska parti, medan ungfinnarna var det mest splittrade partiet i författningsfrågan, trots att Ståhlberg, den republikanska opinionens främsta banérförare, hörde dit. På republikanskt håll betonade man folksuveräniteten, parlamentarismens och lantdagens roll.
Paasikivis senat överlät i juli 1918 till lantdagen en proposition som innehöll en monarkistisk konstitution som utarbetats främst av Rabbe Axel Wrede. Propositionen fick dock inte den fem sjättedels majoritet i lantdagen som hade krävts för att den omedelbart skulle träda i kraft. Samma sak upprepades i oktober 1918 vid en för ändamålet inkallad urtima lantdag. Trots det beslöt lantdagen att välja en kung utifrån vad som stadgades i 1772 års regeringsform om konungaval vid dynastins utslocknande. Helst hade man valt en av kejsar Vilhelm II:s söner, men då detta var omöjligt utsåg man i stället kejsarens svåger, prins Fredrik Karl av Hessen, till kung av Finland.
Tysklands sammanbrott i november 1918 ändrade dock situationen totalt. Valet av den tyske fursten blev en utrikespolitisk belastning i stället för en tillgång. Paasikivis senat avgick och för att förbättra relationerna till de segrande västmakterna byttes i december 1918 Pehr Evind Svinhufvud ut mot Mannerheim som riksföreståndare. Prins Fredrik Karl meddelade att han inte skulle komma till Finland. I december genomgick även partifältet en väsentlig förändring då de finska monarkisterna sammanslöt sig i Samlingspartiet, medan de finska republikanerna grundade Framstegspartiet.
I mars 1919 valdes en ny lantdag som fick en klar republikansk majoritet bland annat sedan socialdemokraterna återinträtt i lantdagen med 80 mandat. Högeroppositionen hindrade nu i sin tur att regeringens proposition till en republikansk statsförfattning kunde godkännas i brådskande ordning. Genom en politisk kompromiss mellan centern och vänstern kunde dock den republikanska regeringsformen senare antas formellt på basis av en enskild lantdagsmans, Heikki Ritavuoris, motion. Resultatet, 1919 års regeringsform, har ibland karakteriserats som en semipresidentiell författning som kombinerade en stark presidentmakt med ett parlamentariskt system, man kunde rentav säga att presidenten var en för sex år i taget vald konstitutionell monark.